# Clubiona saxatilis
Clubiona saxatilis är en spindelart som beskrevs av Ludwig Carl Christian Koch 1867. Clubiona saxatilis ingår i släktet Clubiona och familjen säckspindlar. Inga underarter finns listade i Catalogue of Life.